# プーシャン
プーシャン（サンスクリット: पूषन, Pūṣan, 英: Pushan）は、インド神話における太陽神の1つである。道祖神、家畜や動物の守護神。太陽神スーリヤの娘スーリヤーを妃とし、山羊の引く車に乗り、粥を主食とする。
『リグ・ヴェーダ』では8篇の独立讃歌を持ち、インドラ神やソーマと1篇ずつ讃歌を共有している。プーシャンは陽光の持つ万物を生育する力、一切を見渡す力を神格化したもので、その性質はプーシャンの道祖神的、牧畜神的性格に顕著である。太陽神スーリヤの使者であるプーシャンはあらゆる道に精通し、人間の良き案内者である。また、一切を監視するプーシャンは人間や家畜の保護者であり、失われた財産や家畜を回復してくれる。プーシャンは結婚とも関係づけられているが、これはプーシャンが人々から良き指導者にめぐり合うことができるよう祈願されることからもうなずける。さらに死者を天の祖霊のもとに導くともされる。このようなプーシャンは、またカーストにおいては、非アーリア系であるシュードラとも結びつけられている。
神話においては、ダクシャの祭祀と結びつけられ、プーシャンの身体毀損について述べられている。すなわち彼はシヴァ神(ルドラ)から手痛い被害を受けたうちの一人であり、シヴァはダクシャの祭祀をめちゃくちゃにするさい、サヴィトリの両腕を切り落とし、バガの両眼をえぐり、プーシャンの歯を全部折ったとされる。
後世、アーディティヤ神群の1つとされた。